# Championnat de Slovénie de football 2017-2018
Navigation
2016-2017 2018-2019
La saison 2017-2018 du championnat de Slovénie de football est la vingt-septième édition de la première division slovène à poule unique, la PrvaLiga. Les 10 meilleurs clubs slovènes jouent les uns contre les autres à 4 reprises durant la saison, 2 fois à domicile et 2 fois à l'extérieur. À l'issue de la saison, l'avant-dernier joue un barrage de promotion-relégation et le dernier est directement relégué en D2.
Le NK Maribor, tenant du titre, défendra son quatorzième titre de champion de Slovénie.
Le FK Koper sixième lors de la saison 2016-2017 n'a pas obtenu de licence pour cette saison et a été rétrogradé en quatrième division, le neuvième, NK Aluminij, a été repêché pour cette saison.

## Les clubs participants
- NK Maribor
- NK Celje
- NK Rudar Velenje
- Olimpija Ljubljana
- NK Domžale
- NK Aluminij
- ND Gorica
- NK Krško
- NK Triglav Kranj - Promu de D2
- NK Ankaran - Promu de D2

## Compétition

### Classement
Le classement est établi sur le barème de points classique (victoire à 3 points, match nul à 1, défaite à 0).
Pour départager les égalités, on tient d'abord compte du nombre de points en confrontations directes, puis de la différence de buts en confrontations directes, puis du nombre de buts marqués en confrontations directes, puis de la différence de buts générale et enfin du nombre total de buts marqués.
| Rang | Équipe               | Pts | J  | G  | N  | P  | Bp | Bc | Diff |
| ---- | -------------------- | --- | -- | -- | -- | -- | -- | -- | ---- |
| 1    | Olimpija Ljubljana C | 80  | 36 | 23 | 11 | 2  | 61 | 17 | +44  |
| 2    | NK Maribor T         | 80  | 36 | 24 | 8  | 4  | 76 | 28 | +48  |
| 3    | NK Domžale           | 73  | 36 | 22 | 7  | 7  | 79 | 31 | +48  |
| 4    | NK Rudar Velenje     | 50  | 36 | 15 | 5  | 16 | 50 | 49 | +1   |
| 5    | NK Celje             | 50  | 36 | 14 | 8  | 14 | 56 | 51 | +5   |
| 6    | ND Gorica            | 47  | 36 | 14 | 5  | 17 | 40 | 48 | -8   |
| 7    | NK Krško             | 34  | 36 | 9  | 7  | 20 | 36 | 61 | -25  |
| 8    | NK Aluminij          | 33  | 36 | 8  | 9  | 19 | 40 | 63 | -23  |
| 9    | NK Triglav Kranj P   | 28  | 36 | 7  | 7  | 22 | 29 | 68 | -39  |
| 10   | NK Ankaran P         | 26  | 36 | 5  | 11 | 19 | 34 | 84 | -50  |

|  | Qualification pour la Ligue des champions de l'UEFA 2018-2019             |
|  | Qualification pour la Ligue Europa 2018-2019                              |
|  | Participation au barrage de promotion-relégation                          |
|  | Relégation en deuxième division                                           |
|  | T : Tenant du titre C : Vainqueur de la Coupe de Slovénie P : Promu de D2 |

### Barrage de promotion-relégation
À la fin de la saison, l'avant-dernier de première division affrontera la deuxième meilleure équipe de deuxième division pour tenter de se maintenir.
| Équipe 1      | Résultat | Équipe 2              | Aller | Retour |
| ------------- | -------- | --------------------- | ----- | ------ |
| NK Drava (D2) | 3 - 6    | NK Triglav Kranj (D1) | 1 - 2 | 2 - 4  |

Le NK Triglav Kranj se maintient en première division.

## Bilan de la saison
| Championnat de Slovénie de football 2017-2018                        |                                  |
| Champion                                                             | NK Olimpija Ljubljana (6e titre) |
| Coupes et trophées                                                   |                                  |
| Vainqueur de la Coupe de Slovénie 2017-2018                          | NK Olimpija Ljubljana            |
| Qualifications continentales                                         |                                  |
| Ligue des champions de l'UEFA 2018-2019                              | NK Olimpija Ljubljana            |
| Ligue Europa 2018-2019                                               | NK Maribor                       |
| Ligue Europa 2018-2019                                               | NK Domžale                       |
| Ligue Europa 2018-2019                                               | NK Rudar Velenje                 |
| Promotions et relégations                                            |                                  |
| Promus en Championnat de Slovénie de football                        | NŠ Mura                          |
| Relégués en Championnat de Slovénie de football de deuxième division | NK Ankaran                       |